# Universidad Femenina de Kōbe Shōin
La Universidad Femenina de Kōbe Shōin (神戸松蔭女子学院大学 Kōbe Shōin Joshi Gakuin Daigaku?) es una pequeña universidad privada para mujeres ubicada en Nada-ku, Kōbe, prefectura de Hyōgo. Fue fundada por misioneros extranjeros en 1892. Es una universidad que ofrece cursos en múltiples áreas, con una inscripción anual de aproximadamente 2,500 estudiantes. Además, la universidad cuenta con una escuela de posgrado que ofrece maestrías, así como también doctorados en psicología y lingüística.

## Campus

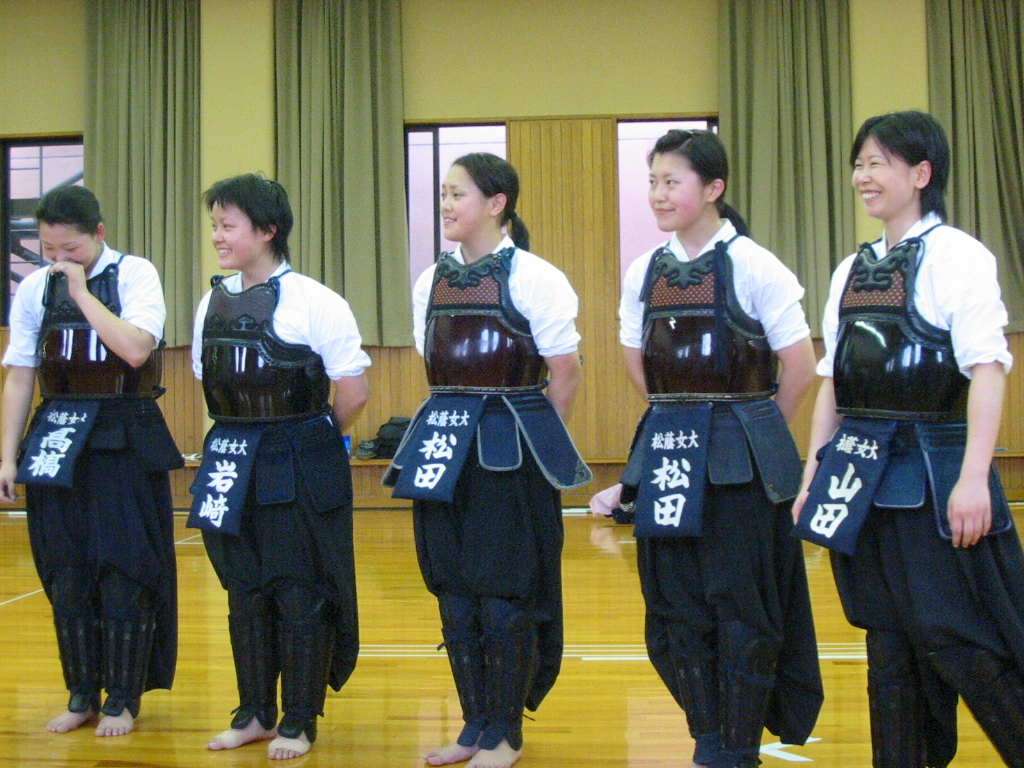
Estudiantes de la Universidad Femenina de Kōbe Shōin usando armaduras naginata modernas.

El campus principal de la universidad se encuentra ubicado en la parte noreste de Kōbe, cerca de la estación Hankyu Rokkō, justo al pie del monte Rokkō.
La universidad cuenta con canchas de tenis al aire libre y una capilla equipada con un órgano importado de Francia en 1983. "English Island" es un programa donde los estudiantes pueden practicar sus habilidades de inglés con personal de habla nativa, en cualquier momento del día e incluso fuera del horario regular de clase. Un edificio separado (al sur, cerca de la estación Rokkōmichi), conocido en inglés como el "Japan Study Centre" y en japonés como el "Conference Centre" (会館; kaikan), organiza reuniones con estudiantes extranjeros y tiene una pequeña biblioteca en inglés separada por pisos.

## Departamentos
Existen dos facultades generales, cada una con múltiples departamentos. La Facultad de Artes Liberales comprende los siguientes departamentos: Departamento de Inglés (estudios profesionales de Inglés y programas de comunicaciones globales); Departamento de Lengua y Cultura Japonesa (programas de lengua japonesa moderna y cultura japonesa) y el Departamento de Artes Liberales.
La Facultad de Ciencias Humanas está compuesta por el Departamento de Psicología; Departamento de Estudios de Estilo de Vida (estudios de vida urbana y cursos de nutrición); Departamento de Desarrollo Infantil y el Departamento de Moda y Diseño de Viviendas.
La escuela de postgrado ofrece cursos de investigación, que conducen a la calificación de doctorado, en las áreas de lenguaje y lingüística y psicología. Los os programas de ciencias lingüísticas se componen de lingüística inglesa, lengua, literatura japonesa y psicología.

## Programas de intercambio
La universidad mantiene un intercambio de estudiantes con las siguientes instituciones:
- Universidad de Lenguas Extranjeras de Pekín, China
- Universidad de Adelaida, Australia
- Universidad de Auckland, Nueva Zelanda
- Universidad de Chichester, Reino Unido
- Universidad de Delaware, Estados Unidos
- Universidad de York St John, Reino Unido
- Universidad de Victoria, Canadá

A diferencia de los miembros de su propio cuerpo estudiantil, los estudiantes extranjeros que estudian en programas de intercambio de la Universidad Femenina de Kōbe Shōin pueden ser hombres o mujeres, y son alojados fuera del campus, en un dormitorio cercano de la universidad que es utilizado por estudiantes nacionales y visitantes. Los estudiantes visitantes pueden optar por permanecer durante un año académico completo (dos semestres) o medio año (un semestre). Además, la universidad da la bienvenida a los estudiantes en programas de verano.